# Babal
Babal é um cantor e compositor de música popular brasileira.
Nasceu em Natal/RN, no dia 17 de fevereiro, primeiro dia de carnaval de 1957, às 7h25. Na década de 70 iniciou sua caminhada pela música participando de apresentações em escolas, centros comunitários e festivais. A paixão pela música veio através do seu irmão Eri Galvão, que lhe fez chegar aos ouvidos canções dos Beatles,um grupo musical que trazia na sua bagagem uma informação que encantava o mundo.Escutou todos os ritmos e estilos possíveis na amplificadora rio grande, o repertório variava de waldick soriano à gonzagão, passando por jackson do pandeiro, carlos alberto, marinez e sua gente e vários outros. Este era o coquetel que aos poucos ficou gravado na sua memória e o influenciou muito na sua formação musical. Na década de oitenta, participou da banda Flor de Cactus, banda que emigrou de Natal para o Rio de Janeiro onde gravou o segundo disco pela gravadora RCA. Lá no Rio de Janeiro, conheceu vários artistas teve vários parceiros, desenvolveu trabalhos sempre levando sua música como informação maior do que fora fazer naquela cidade. Geraldo Azevedo, Joanna, Zé Ramalho, Lenine, Bráulio Tavares, Beto Fae, Petrúcio Maia, esses são alguns dos nomes que pode trabalhar junto em shows, compondo canções, enfim, mostrando seu trabalho. No meado da década de 80, voltou a morar em Natal e recomeçou aqui seu trabalho. Hoje, com mais de 120 músicas gravadas por vários artistas, prossegue sua caminhada. Em 1997, lançou o cd "algumas pra dançar, outras pra se ouvir", que teve a participação especial de Geraldo Azevedo e Cláudio Nucci. Em 2002 lança seu segundo cd "Escritos" que tem a participação de Zé Ramalho e Renato Braz. O seu trabalho não fica apenas na música popular, produz jingles comerciais e políticos, direção de cd, produção de cd, e a vida continua... 

## Discografia
- banda Flor de Cactus - 
- Alicerce da terra (1982)

- Solo -
- Algumas para dançar, outras para ouvir (1997)
- Escritos (2001)

- Parcerias -
- Auto do Natal - O Menino e os Reis - Babal e Galvão Filho (2006)
- Cineclube (Babal e Lívio Oliveira) (2011)